# Brunnsviken
Brunnsviken er en 3,5 km lang, 0,4–0,5 km bred brakvandssø på kommunegrænsen mellem kommunerne Solna og Stockholm i Sverige. Gennem den smalle Ålkistan har Brunnsviken forbindelse med Saltsjön. Ved Brunnsvikens vestre bred ligger Haga slott, Hagaparken og det svenske hovedkontor til SAS. På den østre bred ligger flere institutioner som hører til Stockholms universitet.  Brunnsviken har siden 1994  været en del af   Nationalstadsparken.  Omkredsen er  12 km, og  rundt om  Brunnsviken er der en lang række intressante bygninger og anlæg. Midt i  1700-tallet havde Gustav 3. af Sverige planer om at skabe et sammenhængende bælte af engelsk inspirerede   parker omkring søen.
59°22.2′N 18°2.3′Ø / 59.3700°N 18.0383°Ø